# Dachverband Schweizerischer Gemeinnütziger Frauen

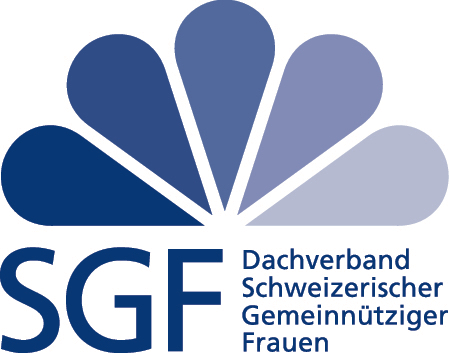
Logo des Dachverbandes Schweizerischer Gemeinnütziger Frauen

Der Dachverband Schweizerischer Gemeinnütziger Frauen (SGF) ist eine der ältesten Organisationen der Schweizer Frauenbewegung. Er wurde 1888 in Aarau als Schweizerischer Gemeinnütziger Frauenverein gegründet. Initiiert wurde der Verein von Emma Boos-Jegher, Emma Coradi-Stahl und Rosina Gschwind-Hofer, die wegen Interessenkonflikten und politischen Differenzen mit den anderen Vorstandsmitgliedern des Schweizer Frauen-Verbandes diesen verlassen hatten.

## Entwicklung und Ziele

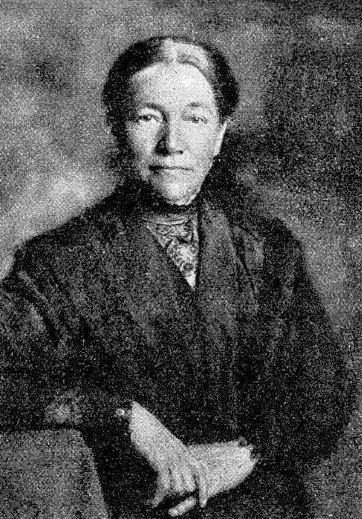
Anna Heer

Der SGF entwickelte sich rasch zum Dachverband der gemeinnützigen Frauenvereine in der Schweiz, betätigte sich jedoch zunächst nicht auf politischer, sondern ausschliesslich auf praktischer Ebene. So setzte er sich beispielsweise für die Förderung der Aus- und Weiterbildung für Mädchen und Frauen ein. Nach der vom Verein vertretenen Ansicht sollten Frauen aus allen Bevölkerungsschichten imstande sein, ihre Existenz oder die ihrer Familie selbst zu sichern. Praktisch wurde diese Einstellung zum Beispiel mit der Gründung von Hauswirtschafts- oder Dienstmädchenschulen, Pflegerinnenschulen oder eine „Gartenbauschule für Töchter“ umgesetzt.

Er gründete 1901 die «Stiftung Schweizerische Pflegerinnenschule, Schwesternschule und Spital, Zürich». Die Gründungsgeschichte ist ein Stück Frauengeschichte. Anna Heer und Marie Heim-Vögtlin, die ersten Schweizer Ärztinnen, die an der Universität Zürich ihr Medizinstudium abschlossen, engagierten sich für die Gründung der Pflegerinnenschule.
1908 war der SGF einer der Hauptinitiatoren der Schweizerischen Vereinigung für Kinder- und Frauenschutz (zukünftige Pro Juventute). Während der Generalmobilmachung des Ersten Weltkriegs koordinierte der SGF die Wohlfahrtseinsätze der Frauenvereine in allen grösseren Schweizer Städten. Ende 1918 wurde der SGF mit seiner Unterstützung der Motion der Nationalräte Greulich und Göttisheim zur Einführung des Frauenstimmrechts erstmals politisch aktiv. Das Frauenstimmrecht in der Schweiz wurde jedoch erst 1971 eingeführt.
Auf der Mitgliederversammlung 2004 wurde der Name in Dachverband Schweizerischer Gemeinnütziger Frauen (SGF) geändert.